# Liste des présidents de l'Assemblée nationale (Guinée)
Le président de l'Assemblée nationale de Guinée est le président de cette législature. Depuis le 5 février 2022, l'Assemblée nationale existe sous la forme d'un Conseil national de transition dirigé par l'ancien législateur Dansa Kourouma.

## Présidents de l'Assemblée territoriale
| Nom               | Période   |
| ----------------- | --------- |
| Framoi Bérété     | 1954–1956 |
| Saifoulaye Diallo | 1956–1958 |

## Président de l'Assemblée constituante
| Nom               | Période |
| ----------------- | ------- |
| Saifoulaye Diallo | 1958    |

## Présidents de l'Assemblée nationale (1974-1984: Assemblée populaire révolutionnaire)
| Nom                                                                 | Période       |
| ------------------------------------------------------------------- | ------------- |
| Saifoulaye Diallo                                                   | 1958 - 1963 ? |
| Damantang Camara                                                    | 1964-1968     |
| Léon Maka                                                           | 1968-1974     |
| Jeanne-Martin Cissé                                                 | 1974-1980     |
| Damantang Camara                                                    | 1980-1984     |
| Boubacar Biro Diallo                                                | 1995–2002     |
| Aboubacar Somparé                                                   | 2002–2008     |
| Claude Kory Kondiano                                                | 2014–2020     |
| Amadou Damaro Camara                                                | 2020–2021     |
| Dansa Kourouma (chef par intérim du Conseil national de transition) | 2022-présent  |